# Diablo III: Reaper of Souls
Diablo III: Reaper of Souls és la primera expansió del videojoc RPG Diablo III. Va ser revelat a Gamescom 2013. Va ser llançat per a PC i Mac el 25 de març de 2014. El contingut del paquet d'extensió es llança com a part de Diablo III, versió per a PlayStation 4.

## Característiques
Reaper of Souls afegeix moltes característiques al joc principal de Diablo III.
- Nivell màxims augmenta de 60 a 70
- Nova classe: El Croat. Característic per portar mangual i un gran escut com el Paladí del Diablo II.
- Nou Acte V amb el seu mode campanya.
- Fallas Nepahlem
- Mode aventura